# Юджин Гарґроув
Юджин Гарґроув (англ. Eugene Hargrove) — відомий сучасний американський екофілософ, один з «батьків» екологічної етики. Викладає екофілософію в університеті Північного Техасу. У 1974 році він практично один заснував і став випускати чотири рази на рік журнал «Екологічна етика» (англ. Environmental ethics), який зараз є найбільш авторитетним серед подібних видань у світі. Член редколегії англійського журналу «Екологічні цінності» (англ. Environmental values).
На пострадянському просторі невідомий.

## Основи екологічної етики
Автор класичної праці — «Основи екологічної етики» (англ. Foundation of environmental ethics, 1988). У ньому він захищає екологічну етику і звинувачує академічну філософію за її байдужість до проблем охорони природи. Він вважає дуже важливим розробку моральних правил для прийняття рішень про наші відносини з природою. Це щось подібне до правил гри в шахи. Екофілософ показує, що наша традиція поваги природи розвивалася з романтичної поезії, садівництва, паркового мистецтва, пейзажного живопису, географії, геології, природної історії. На думку Гарґроува, в цілому вона більше віддавала перевагу естетичній, а не етичній мотивації.
«У Сполучених Штатах, зокрема, дика природа є предметом національної гордості протягом щонайменше півтора століть, і розглядалася як особлива характеристика, яка стверджує природну красу американського пейзажу, що відрізняється від європейського».
На думку екофілософа, естетична насолода від картин природи, представлених, наприклад, на фотографіях, збільшується, якщо ми знаємо, що ці природні пейзажі існують, і знижується (якщо не зникає), якщо ми дізнаємося про їх штучне походження.
Юджин Гарґроув розглядає красу дикої природи, як властиве добро, щось, в турботі про що складається наш моральний обов'язок. «Оскільки втрата як природної, так і пов'язаної з мистецтвом краси являє собою втрату загального добра у світі, нашим обов'язком є зберегти обидва види краси так добре, як ми тільки можемо».
Гарґроув вважає, що наш борг підтримувати і зберігати красу виникає з визнання того, що краса, пізнана чи ні, є добром. Як художня, так і природна краса являє собою естетичне добро, і вона утворює частину загального добра, яке існує і має існувати в світі. Наш обов'язок підтримувати і зберігати мистецьку красу є широко визнаним.
Існує загальна згода серед майже всіх людей у тому, що твори мистецтва треба підтримувати і зберігати. Світ вважається кращим через твори мистецтва. Творіння додаткових творів мистецтва вважається поліпшенням, що збільшує кількість добра, існуючого в світі. Руйнування творів мистецтва є злом, тому що воно зменшує кількість добра в світі. Наш обов'язок підтримувати і зберігати мистецьку красу надає підтримку боргу охороняти природну красу, яку також необхідно широко визнати, вважає Гарґроув. На його думку, зберігати красу дикої природи важливіше, ніж зберігати твори мистецтва, оскільки природна краса не існує попередньо в чиїйсь уяві. Все в дикій природі красиво, все заслуговує нашого захоплення і захисту.
Якщо естетично цінні природні об'єкти можуть постраждати в результаті туризму, екофілософ пропонує їх закривати для відвідування, приводячи аналогію з картинами. Коли починають з'являтися ознаки невідновлюваної шкоди, то картину зазвичай знімають з експонування на постійній основі або до того часу, поки не розроблять нові технології для експонування. У деяких випадках оригінали замінюють репродукціями.
Цікавий погляд Ю. Гарґроува на красу дикої природи з точки зору екологічної теології. На його думку, Бог може розглядатися як художник, а природні об'єкти, навіть види — як твори мистецтва відповідно до Божого проекту. Такі об'єкти можуть бути витлумачені як такі, що мають внутрішню цінність, оскільки вони красиві, незалежно від їх використання людиною, і є стандартами краси, встановленими Богом під час творення. Таким чином, дика природа сама по собі є власним стандартом добра і краси, роблячи потворність неможливою як продукт божеської (або еволюційної — кому як ближче) творчої діяльності. До речі, як тут не згадати Декарта, який говорив, що природа повинна бути сама по собі досконалою, бо створена досконалою істотою.
Як далі пише Гарґроув, «.. все людські стандарти краси походять з природи як пряме запозичення або у вигляді реакції на естетичні стандарти природи, ймовірно, було б правильним сказати, що взагалі не було б краси, якби вона не існувала спочатку і перш за все в природі, і в цьому сенсі як про джерело краси, можна буде сказати, що природна краса перевершує художню красу і є необхідною умовою для неї взагалі».
Гарґроув вважає, що ми повинні захищати не тільки ту природну красу, яку знаємо, але й ту, яку не знаємо і не бачимо. Природна краса повинна розглядатися як благо, незалежно від її корисності для людини. Точно так само рішення з охорони диких природних областей, до яких нелегко дістатися, не повинно прийматися з урахуванням їх низької відвідуваності. Хоча оцінювання безпосередньо природної краси і бажано, «непряме оцінювання буде достатнім і ці області мають зберігатися зовсім незалежно від їх „корисного“ естетичного використання, тобто, відштовхуючись від того, що їх існування являє собою в світі значне благо»).
Гарґроув обговорює питання, які краще знайти підстави для захисту ділянок дикої природи від економічної експлуатації. «Очевидно, вірним підходом є повернення до ідеї вищого і нижчого блага. Навіть найбільш утилітарно настроєні філософи XIX століття завжди визнавали, що є речі настільки великої цінності за своєю самою суттю, що вони виключаються з будь-яких розрахунків, заснованих на інструментальній (утилітарній) та економічній вигоді. У даному контексті ідея про те, що деякі природні об'єкти і деякі представники майже всіх видів повинні бути збережені з причини їх внутрішньої, невід'ємної краси та інтересу, цілком, як я вважаю, може бути цілком прийнята як розумна». Дійсно, екофілософ правий. Мабуть, ніколи не можна довести «корисність» існування заповідника з чисто економічних позицій. Економічна вигода від вирубки заповідного лісу або видобутку корисних копалин завжди буде значнішою. У цьому випадку запропонована Ю. Гарґроувом концепція вищого і нижчого блага може посилити аргументи природоохоронців. Так само, як Олдо Леопольд, Голмс Ролстон III, багато інших західних ідеологів природоохорони, Юджин Гарґроув ставить під сумнів економічний підхід до охорони природи.
По-перше, він це аргументує тим, що економічні цінності, влада грошей стала такою переважаючою (в основному в західній цивілізації) лише в останнє сторіччя. До цього в суспільстві більше звертали увагу на інші цінності. А якщо через деякий час економічні цінності знову знеціняться? Як бути тоді з ділянками дикої природи, грошова вартість яких виявилася низькою і їх віддали на знищення? Чи не замучить тоді совість людей, які прийняли рішення на основі економіки, а не вічних цінностей — істини, добра і краси?
По-друге, Гарґроув пише: "Можуть заперечити, що економічній цінності слід віддавати перевагу перед іншими цінностями завдяки тому, що вона об'єктивно походить з науки економіки, але цей аргумент не переконливий, оскільки економіка — це не наука, а наслідок етичної теорії XIX століття, яка претендувала на назву науки.
Сучасна економічна теорія ґрунтується безпосередньо на утилітаризмі, котрий прийняв науковий вигляд завдяки застосуванню економічного жаргону в дусі логічного позитивізму. На відміну від справжніх наук, які ґрунтують свої теорії на емпіричних дослідженнях, економіка ґрунтується на роздумах про економічну поведінку так званої економічної людини, яка чинить повністю згідно з розумним егоїзмом, і навіть не є рекомендованою етичної теорією. Економіка не продемонструвала те, що економічна цінність об'єктивно вище інших цінностей, більш традиційних, вона просто ігнорує ці цінності. Причиною того (принаймні, частково), що економіка була прийнята суспільною політикою як об'єктивний фактор, стало забезпечення нею способу кількісного визначення цінності альтернатив у грошовому виразі, але також і те, що на Заході стали плутатися щодо об'єктивної цінності в цілому… ".
Як приклад, Гарґроув наводить відому картину «Мона Ліза», ідеальну (духовну, притаманну) цінність якої не можна порівнювати з цінністю її полотна та дерева. Цінність корисності і внутрішня цінність об'єктів мистецтва можна порівнювати лише тоді, коли матеріали, з яких вони зроблені, дуже дорогі, наприклад, золото чи коштовні камені. Так як цінність корисності (ресурсна, економічна цінність) і ідеальна цінність більшості творів мистецтва непорівнянні, то було б чистим маренням припускати, що рішення про подальше збереження Мони Лізи може залежати від того, наскільки вона рентабельна. Щоб питання про рентабельність твору мистецтва дійсно встав серйозно, реальна цінність його повинна бути дуже низькою. Саме через свою абсурдність такі розрахунки при прийнятті рішень в музеях мистецтва не враховуються. Однак, на жаль, щодо рішень з охорони природної краси, такими міркуваннями керуються не завжди. Ясно, що Мона Ліза варта величезну суму доларів, але її справжня вартість не грошова, а естетична, історична, ідеальна.
Саме з цієї причини Юджин Гарґроув закликає людей прийняти закон, що захищає природну красу тільки з тієї причини, що вона хороша.
Як альтернативу економічному засиллю в оцінках дикої природи екофілософ пропонує почати навчання людей цінностям природи. Метою навчання цінностям повинно бути не навіювання, а пояснення. Що буде сприяти прийняттю екологічно обґрунтованих рішень у наших відносинах з природою.

## Публікації
- Hargrove E. The historical foundations of american environmental attitudes // Environmental ethics. — 1979. — Vol. 1. — P. 209–240.
- Hargrove E. Anglo-American land use attitudes // Environmental ethics. — 1980. — Vol. 2. — P. 121–148.
- Hargrove E. Foundation of environmental ethics. — New Jersey: Prentice Hall, 1988. — 229 p.
- Hargrove E., Callicott B. Leopold's means and ends in wild life management // Environmental ethics. — 1990. — Vol. 12. — P. 333–337.

## Редагування
- Religion and environmental crisis. — Athens: Univ Georgia Press, 1986.
- Beyond spaceship earth environmental ethics and the solar system. — San Francisco: Sierra Club Books, 1986. — 336 p.
- Religion and environmental crisis. — Athens, GA: Univ. Georgia Press, 1986. — 222 p.

## Про нього
- Борейко В. Е. Прорыв в экологическую этику. — К.: Киев. эколого-культурный центр, 1999. — 128 с.(рос.)
- Борейко В. Е. Введение в природоохранную эстетику / Изд. 2-е, доп. — К.: Киев. эколого-культурный центр, 1999. — 128 с.(рос.)
- Ермолаева В. Е. Харгроув Ю. Основы этики отношений с природной средой // Глобал. пробл. и перспективы цивилизации. Философия отношений с природной средой. — М.: ИНИОН РАН, 1994. — С. 75-81.(рос.)